# Brisighella
Brisighella ist eine Gemeinde in der Provinz Ravenna am Lamone. Die Einwohner nennen sich brisighellesi. 

## Lage und Einwohner
Die Gemeinde Brisighella liegt knapp 50 km südwestlich von der Provinzhauptstadt Ravenna entfernt, in den ersten Hügeln des Apennin. Die südlichste Gemeinde der Provinz Ravenna hat 7165 Einwohner (Stand 31. Dezember 2024).
Die Gemeinde ist Mitglied der Vereinigung I borghi più belli d’Italia (Die schönsten Orte Italiens).

### Nachbargemeinden
Die Nachbargemeinden sind Casola Valsenio, Castrocaro Terme e Terra del Sole (FC), Faenza, Forlì (FC), Marradi (FI), Modigliana (FI), Palazzuolo sul Senio (FI) und Riolo Terme.

### Fraktionen
Zur Gemeinde zählen  die Fraktionen (Ortsteile) Boesimo, Casale, Castellina, Croce Daniele, Fognano, Fornazzano, La Strada, Marzeno, Monteromano, Pietramora, Purocielo, Rontana, San Cassiano, San Martino, Urbiano, Villa San Giorgio in Vezzano und Zattaglia.

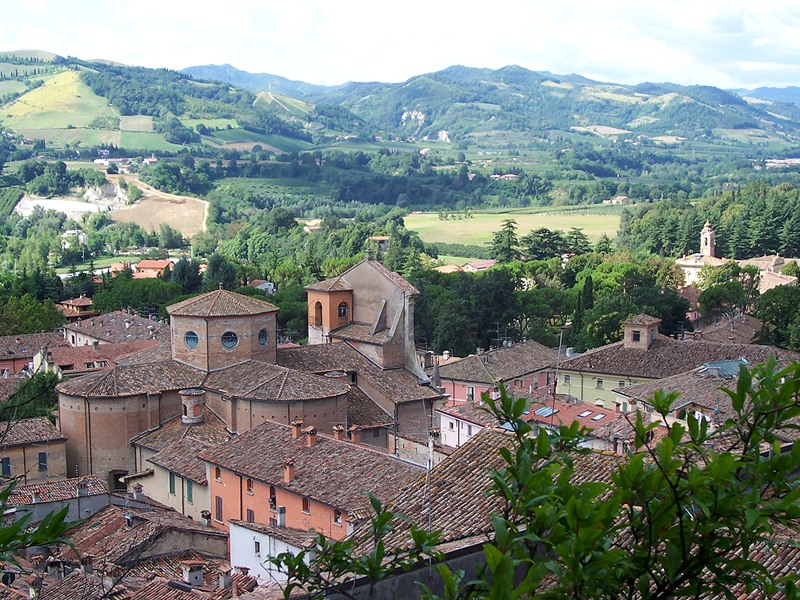
Brisighella

## Sehenswürdigkeiten
- Torre dell’Orologio, ein 1850 wiederaufgebauter Uhrturm mit einem Ziffernblatt von sechs Stunden[3]
- Via del Borgo oder Via degli Asini, eine im 15. Jahrhundert erbaute Straße mit Säulengang, der in einer Häuserzeile auf Höhe des ersten Stockwerks verläuft
- die Festung Rocco Manfrediana, die z. T. aus dem 13. Jahrhundert stammt und von der Familie Manfredi, den Stadtherren von Faenza, errichtet wurde
- Die Kirche L’Osservanza aus dem 16. Jahrhundert, die der Maria degli Angeli geweiht ist

## Sport
Im Jahr 2024 führte die Tour de France auf der 2. Etappe durch Brisighella. Auf der SP23 wurde mit der Côte de Monticino (250 m) eine Bergwertung der 3. Kategorie abgenommen. Diese wies auf einer Länge von zwei Kilometern eine durchschnittliche Steigung von 7,5 % auf, ehe die Strecke nach Bologna führte. Der Name der Bergwertung leitete sich von dem nahegelegenen Museo Geologico del Monticino ab. Sieger der Bergwertung wurde der Norweger Jonas Abrahamsen.

## Söhne und Töchter des Ortes
- Bernardino Spada (1594–1661), Kardinal
- Lorenzo Signani (1804–1863), Geistlicher
- Giacomo Cattani (1823–1887), Erzbischof von Ravenna und Kardinal
- Michele Lega (1860–1935), Kurienkardinal
- Gaetano Cicognani (1881–1962), Kurienkardinal
- Amleto Giovanni Cicognani (1883–1973), Kurienkardinal
- Aldo Laghi (1883–1942), Erzbischof und Diplomat des Heiligen Stuhls
- Maria Pedrini (1910–1981), Opernsängerin
- Aldo Ronconi (1918–2012), Radrennfahrer
- Dino Monduzzi  (1922–2006), Kurienkardinal
- Achille Silvestrini (1923–2019), Kurienkardinal
- Silvano Montevecchi (1938–2013), Bischof

## Gemeindepartnerschaft
Es besteht eine Städtepartnerschaft mit Zwingenberg (Bergstraße).

## Bildergalerie

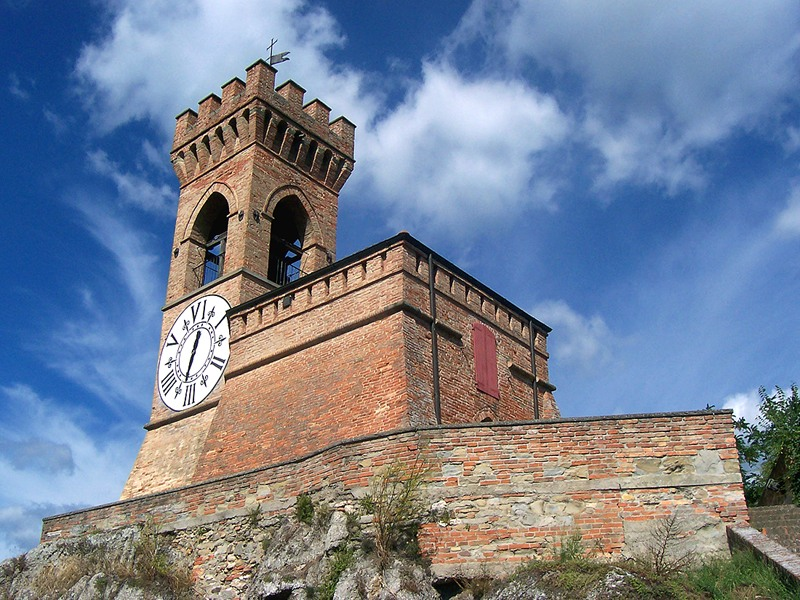
Torre dell’Orologio
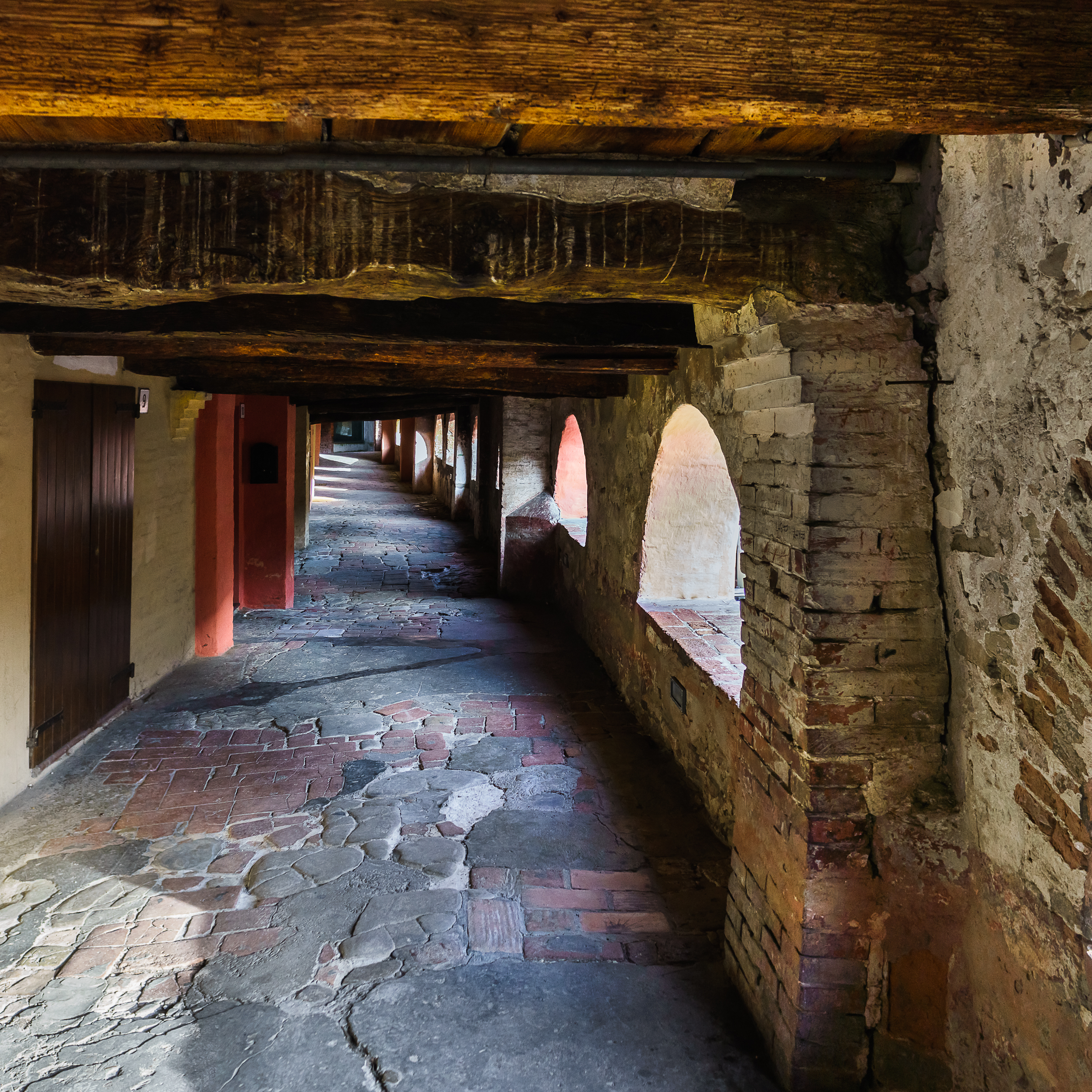
Via degli Asini
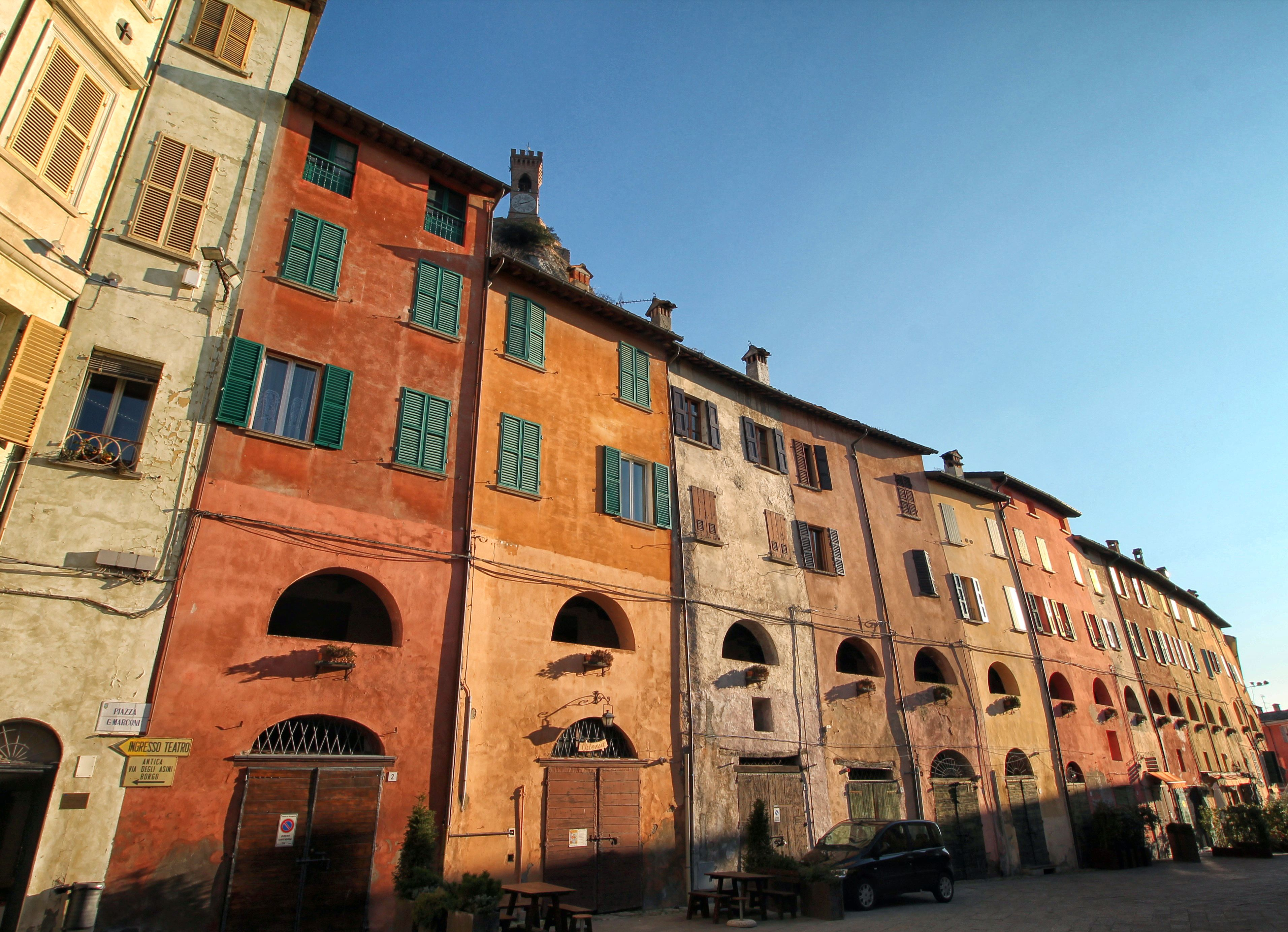
Via degli Asini, von außen gesehen
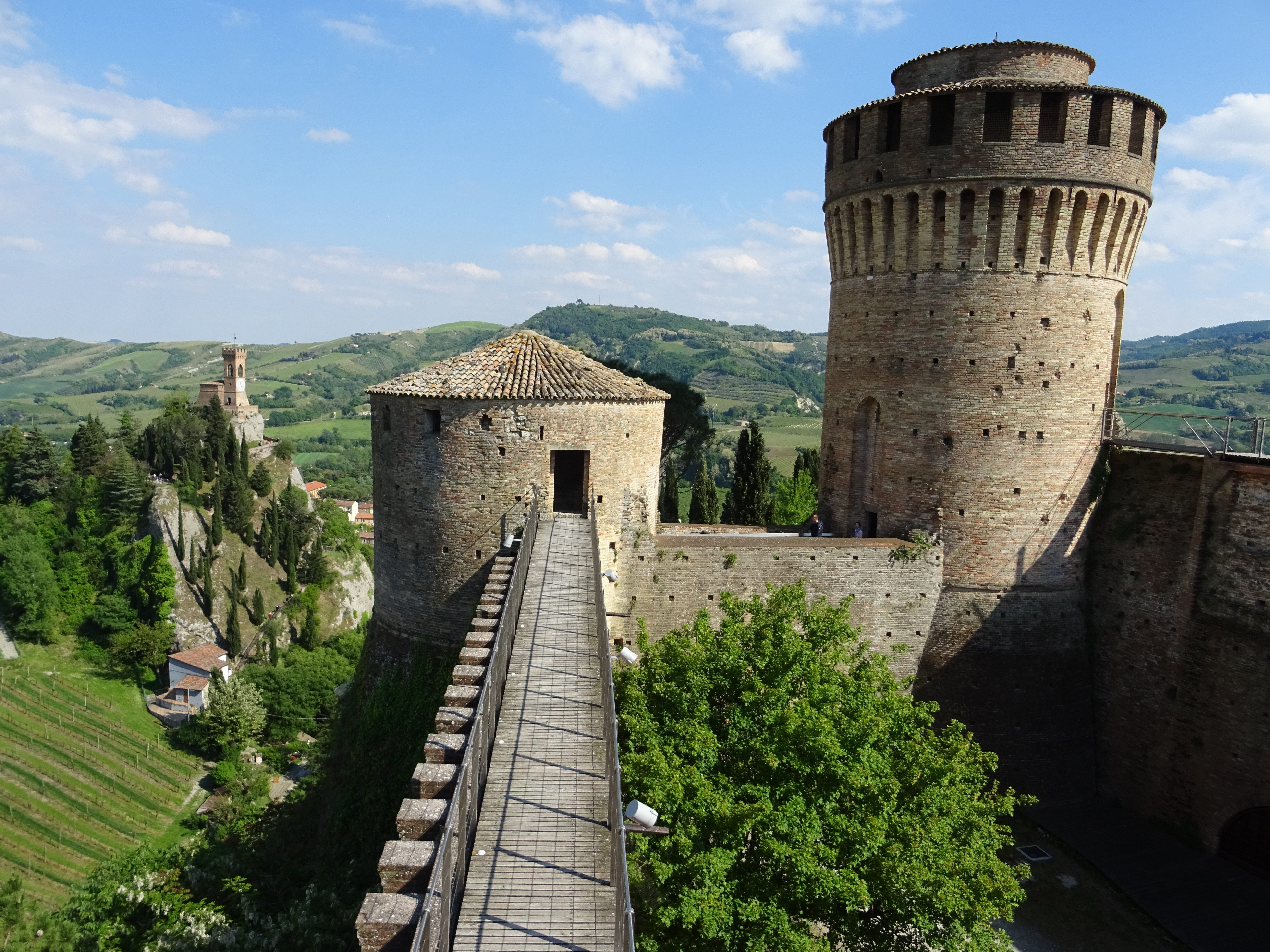
Rocca Manfrediana
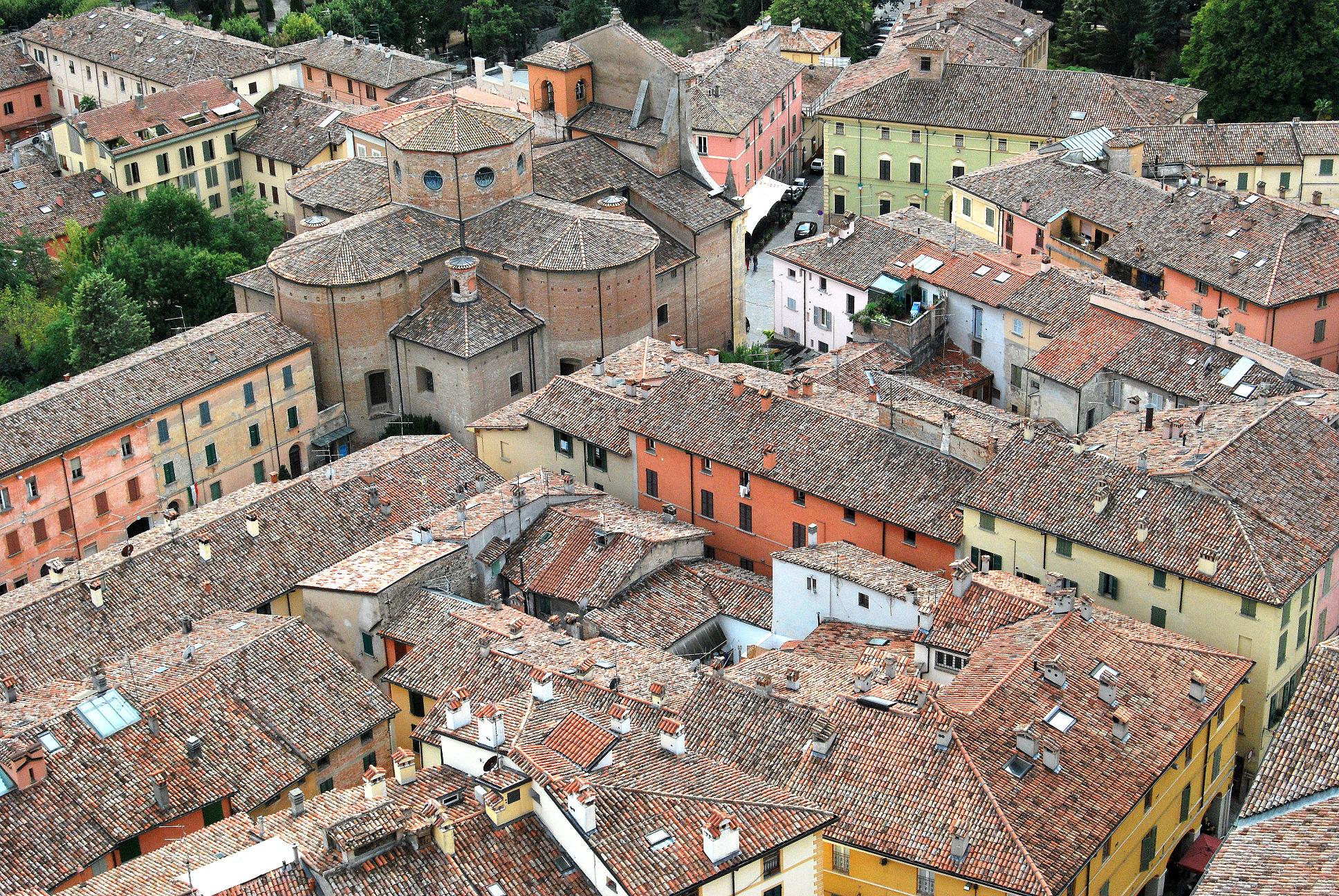
Das Dorf von oben
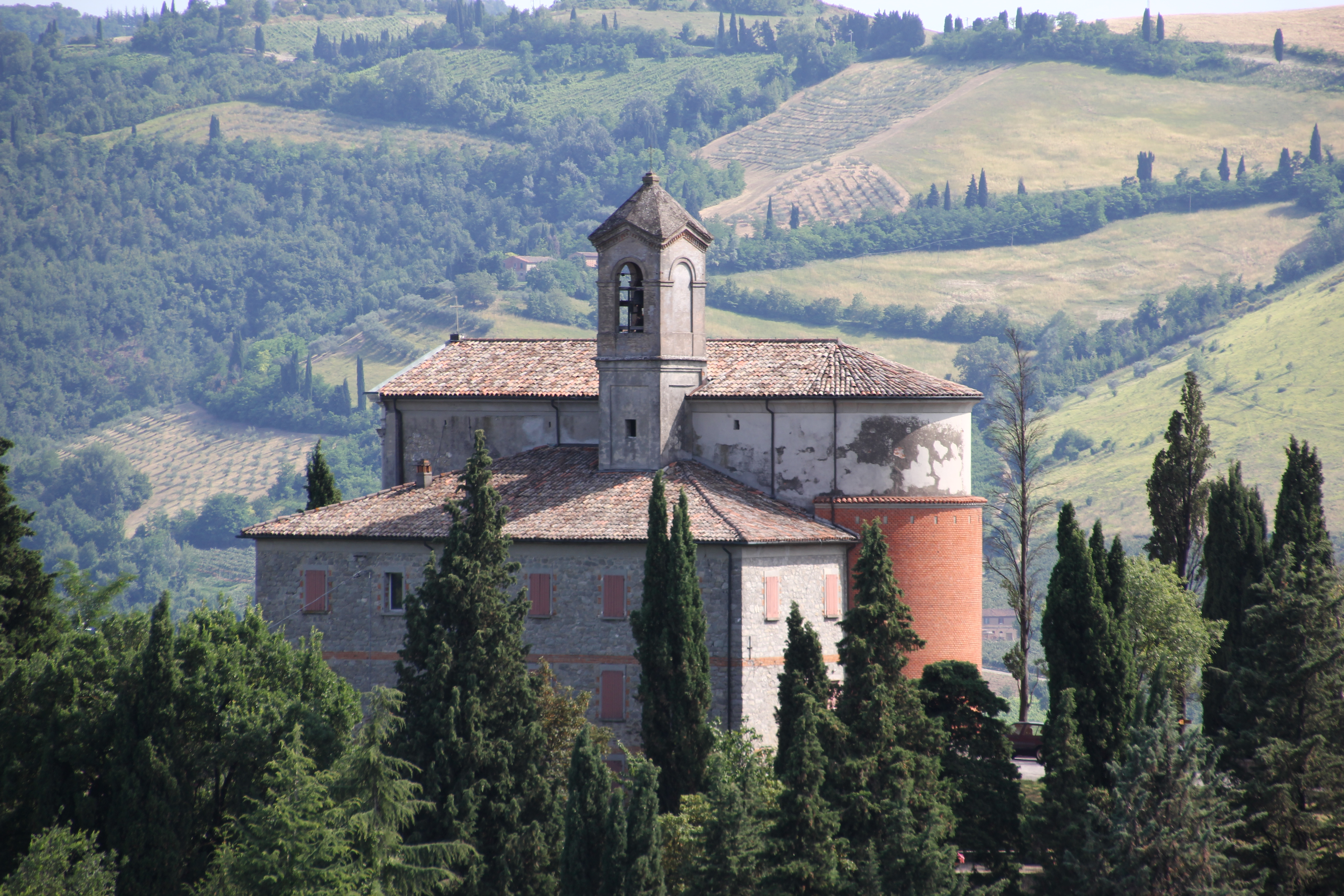
Heilige Jungfrau von Monticino